# Kraftwerk-Kennzeichensystem
Das Kraftwerk-Kennzeichensystem (KKS) ist ein Anlagenkennzeichnungssystem zur einheitlichen und systematischen Kennzeichnung für Systeme, Einrichtungen und Betriebsmittel in der Strom- und Wärmeversorgung. Es ist grundsätzlich für alle Energieträger geeignet. Das KKS wird seit Anfang der 1970er-Jahre bei VGB PowerTech entwickelt und wurde erstmals 1976 bei einem Kraftwerksbetreiber implementiert. Es dient seit Veröffentlichung der ersten VGB-Richtlinie zum KKS 1978 Kraftwerksanlagenbauern und Kraftwerksbetreibern zur eindeutigen Bezeichnung und Identifizierung aller Bauteile eines Kraftwerkes. Das KKS ist insbesondere ein Werkzeug für den Betrieb von Anlagen in der Stromversorgung, da es alle betrieblichen Prozesse unterstützt. Zudem ist das KKS Grundlage für Digitalisierung und digitalisierte Prozesse. Das Kraftwerk-Kennzeichensystem wird vom VGB-Arbeitskreis Anlagenkennzeichnung und Dokumentation betreut und laufend weiterentwickelt. Reglementiert werden die KKS-Kennzeichen in den VGB-Richtlinien VGB-B 105 und VGB-B 106 (Englisch: VGB-B 105e und VGB-B 106e) bzw. der aktualisierten Ausgaben zur VGB-B 105 von 2018: VGB-S-811-01-2018-01-DE (VGB-S-811-01-2018-01-EN). Das KKS ist auch in nationale und internationale Normen eingeflossen.

## Aufbau
Die Kennzeichnung nach dem KKS besteht aus einer 15- bis 17-stelligen Buchstaben- und Ziffern-Kombination. Dabei werden die Buchstaben in der Regel zur Klassifizierung der Systeme und Aggregate verwendet. Die Ziffern dienen in der Regel der Zählung.
Das KKS unterscheidet 3 Kennzeichnungsarten:
- Verfahrenstechnische Kennzeichnung, zur Verschlüsselung von Anlagen und Geräten im Kraftwerksprozess
- Einbauort-Kennzeichnung, zur Verschlüsselung von Einbauorten und Einbauplätzen in elektrotechnischen Systemen
- Raum-Kennzeichnung, zur Verschlüsselung der topographischen Lage von Anlagen und Geräten in Bauwerken

Die Kennzeichnung nach KKS folgt einer festen Struktur, die sich an Gliederungsstufen orientiert. Dabei steigt von links nach rechts der Detaillierungsgrad des Kennzeichens. Der Aufbau der Gliederungsstufen ist alpha-numerisch. Im Folgenden wird A für Buchstaben und N für Ziffern verwendet. Zwischen den Gliederungsstufen wird jeweils eine Leerstelle gesetzt. Bei der Einbauort-Kennzeichnung wird zwischen der Gliederungsstufe 1 und 2 das Gliederungszeichen "." (Punkt) gesetzt.
| Gliederungsstufe 0 | Gliederungsstufe 1 | Gliederungsstufe 2 | Gliederungsstufe 3 |
| ------------------ | ------------------ | ------------------ | ------------------ |
| Gesamtanlage       | Funktion           | Aggregat           | Betriebsmittel     |
| A oder N           | (N)AAANN           | AANNN(A)           | AANN               |

Stellen, die nur bei Bedarf verwendet werden, sind in Klammern gesetzt.

### Gliederungsstufe 0 – Gesamtanlage
Die oberste Gliederungsstufe bezeichnet die Gesamtanlage und hat zählenden Charakter. Sie besteht aus einer Ziffer oder einem Buchstaben.

### Gliederungsstufe 1 – Funktionales Gesamtsystem
Die erste Gliederungsstufe bezeichnet ein funktionales Gesamtsystem in der Gesamtanlage. Sie besteht aus 3 Buchstaben und 2 Ziffern mit einer optionalen führenden Ziffer. Den Buchstaben sind nach einem vorgegebenen Schlüssel Systeme in Kraftwerksanlagen zugeordnet. Dabei bezeichnet der erste Buchstabe (von links) die Hauptsysteme (sogenannte Hauptgruppen); die nachfolgenden Buchstaben bezeichnen dann die weitere Untergliederung in Untergruppen. Die nachfolgenden beiden Ziffern haben zählenden Charakter und werden als FN-Zählung bezeichnet.

### Gliederungsstufe 2 – Aggregat
Die zweite Gliederungsstufe bezeichnet ein Aggregat in der Untergruppe. Sie besteht aus 2 Buchstaben und 3 Ziffern. Den Buchstaben sind nach einem vorgegebenen Schlüssel Aggregate (zum Beispiel eine Messung) in Kraftwerksanlagen zugeordnet. Dabei bezeichnet der erste Buchstabe eine Gruppe von Aggregaten; der nachfolgende Buchstabe bezeichnet dann die weitere Untergliederung in Untergruppen. Die nachfolgenden Ziffern haben zählenden Charakter. Viele Unternehmen und Anlagenbauer verwenden hier eine weitere Kennzeichnung, in der die erste numerische Zahl eine funktionale Ergänzung ist. So bedeutet AA3NN, dass es sich um eine Entlüftung handelt, AA4NN um eine Entleerung und AA6NN um eine Messstelle. 

### Gliederungsstufe 3 – Betriebsmittel / Signalkennzeichen
Die dritte Gliederungsstufe bezeichnet ein Betriebsmittel oder Signalkennzeichen im Aggregat. Sie besteht aus 2 Buchstaben und 2 Ziffern. Den Buchstaben sind nach einem vorgegebenen Schlüssel Betriebsmittel (zum Beispiel ein Antrieb) zugeordnet. Dabei bezeichnet der erste Buchstabe eine Gruppe von Aggregaten; der nachfolgende Buchstabe bezeichnet dann die weitere Untergliederung in Untergruppen. Die nachfolgenden Ziffern haben zählenden Charakter. Bei Signalkennzeichen gibt es eine definierte Zuweisung, z. B. ist XB01 die "Auf"-Rückmeldung eines Antriebes. XB51 ist die "Nicht Auf"-Rückmeldung desselben Antriebes, XB02 die "ZU"-Rückmeldung und demzufolge XB52 die "Nicht ZU"-Rückmeldung.

### Beispiel
In einem Fließbild befindet sich die Bezeichnung: 1 2LAC03 CT002 QT12
Gliederungsstufe 0:
Der Block 1 eines Kraftwerksstandortes erhält in dieser Stufe die Kennzeichnung 1.
Gliederungsstufe 1:
Für die 3. Speisewasserpumpe im 2. Wasser-Dampfkreislauf gilt die Kennzeichnung 2LAC03. Darin bedeutet:
- Hauptgruppe 2L: 2. Dampf-, Wasser-, Gaskreislauf
- Untergruppe (2L)A: Speisewassersystem
- Untergruppe (2LA)C: Speisewasserpumpenanlage
- Zähler (2LAC)03: dritte Speisewasserpumpenanlage

Gliederungsstufe 2:
Für die 2. Temperaturmessung gilt die Kennzeichnung CT002. Darin bedeutet:
- Hauptgruppe C: Direkte Messung
- Untergruppe (C)T: Temperaturmessung
- Zähler (CT)002: zweite Temperaturmessung

Gliederungsstufe 3:
Für die 12. Tauchhülse als Messwertgeberschutz gilt die Kennzeichnung QT12. Darin bedeutet:
- Hauptgruppe Q: Leittechnische Betriebsmittel
- Untergruppe (Q)T: Schutzrohre und Tauchhülsen als Messwertgeberschutz
- Zähler (QT)12: zwölftes Schutzrohr oder Tauchhülse

Mit dem obigen Beispiel wird die 12. Tauchhülse an der 2. Temperaturmessung an der 3. Speisepumpe im Block 1 eines Kraftwerksstandortes bezeichnet.

## Funktionsschlüssel (Hauptgruppen)
| Kenn- buch- stabe | Hauptgruppe                                                             |
| ----------------- | ----------------------------------------------------------------------- |
| A                 | Netz- und Verteilungsanlage                                             |
| B                 | Energieableitung und Eigenbedarfsversorgung                             |
| C                 | Anlage der Leittechnik (Gliederung nach leittechnischen Aufgaben)       |
| D                 | Anlage der Leittechnik (Gliederung nach verfahrenstechnischen Aufgaben) |
| E                 | konventionelle Brennstoffversorgung und -rückstandsentsorgung           |
| F                 | Handhabung nukleartechnischer Teile                                     |
| G                 | Wasserversorgung und -entsorgung                                        |
| H                 | konventionelle Wärmeerzeugung                                           |
| J                 | nukleare Wärmeerzeugung                                                 |
| K                 | nukleartechnische Hilfsanlage                                           |
| L                 | Dampf-, Wasser-, Gaskreislauf                                           |
| M                 | Hauptmaschinensatz                                                      |
| N                 | Prozessenergie-, Medienbereitstellung für kraftwerksfremde Verbraucher  |
| P                 | Kühlwasseranlage                                                        |
| Q                 | Hilfsanlage                                                             |
| R                 | Gaserzeugung und -behandlung                                            |
| S                 | Nebenanlage                                                             |
| U                 | Bauwerk                                                                 |
| W                 | Anlage für Regenerativ-Energien                                         |
| X                 | Großmaschine (nicht Hauptmaschinensatz)                                 |
| Z                 | Betriebs- und Geschäftsausstattung                                      |

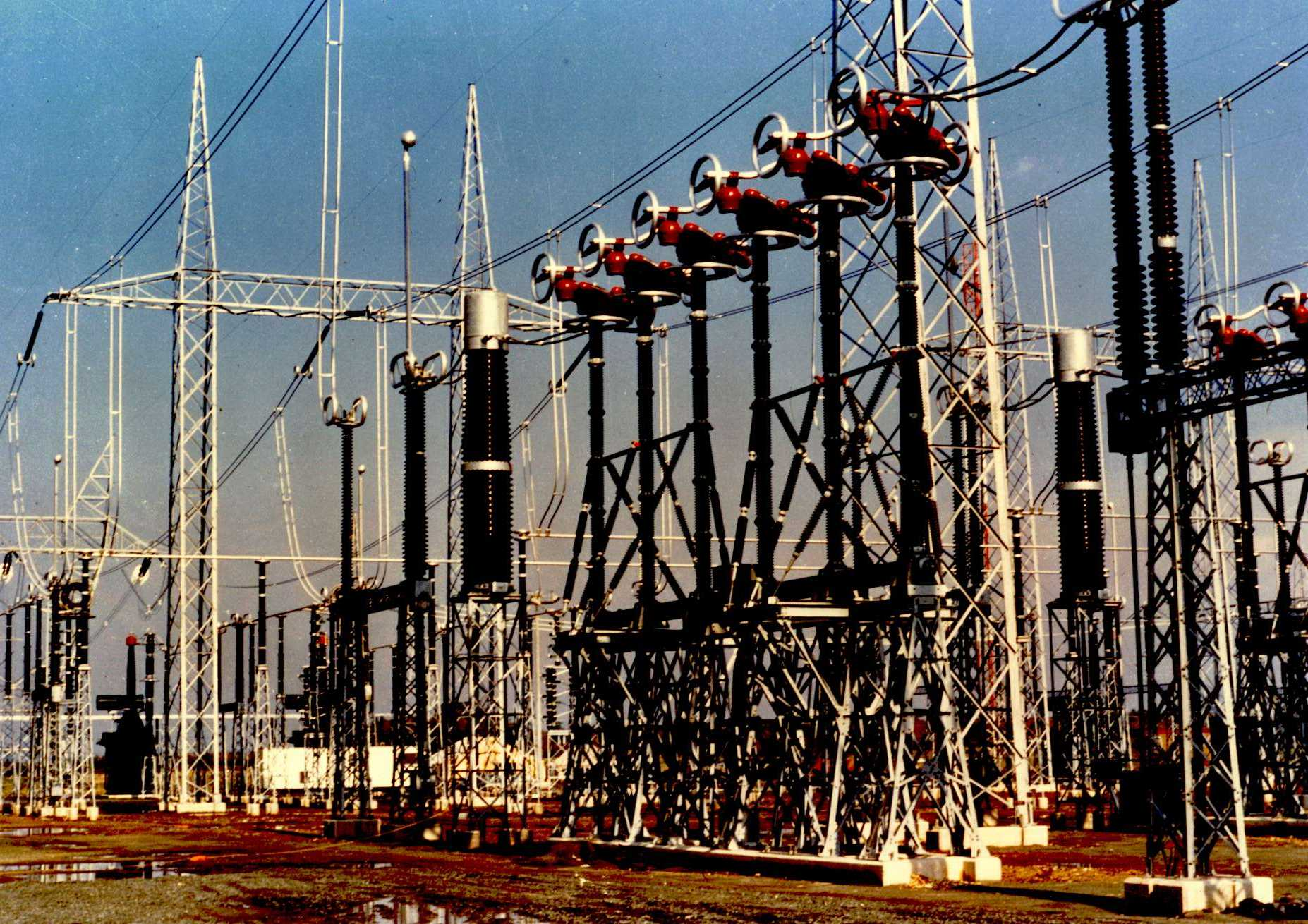
A Netz- und Verteilungsanlage

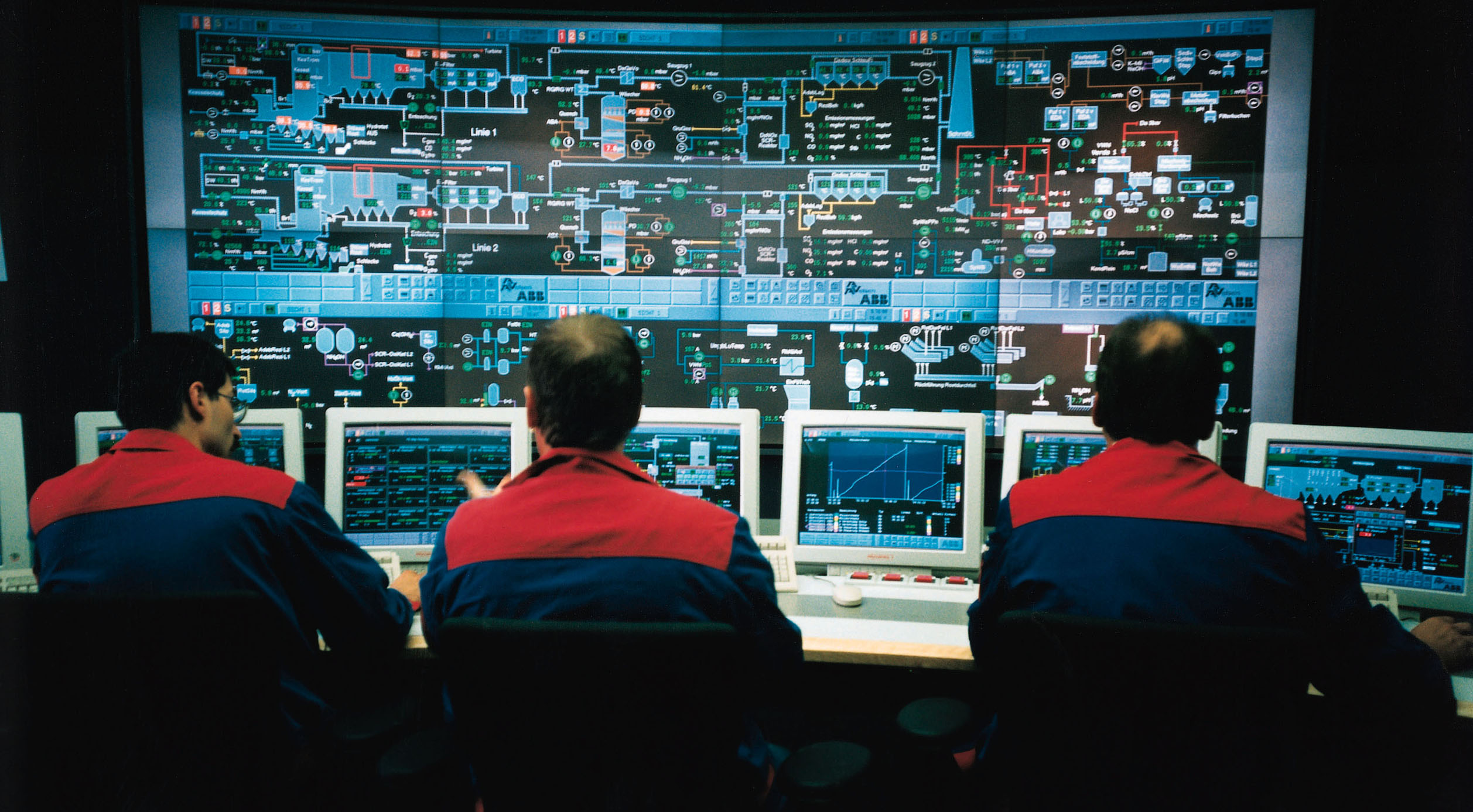
C Anlage der Leittechnik

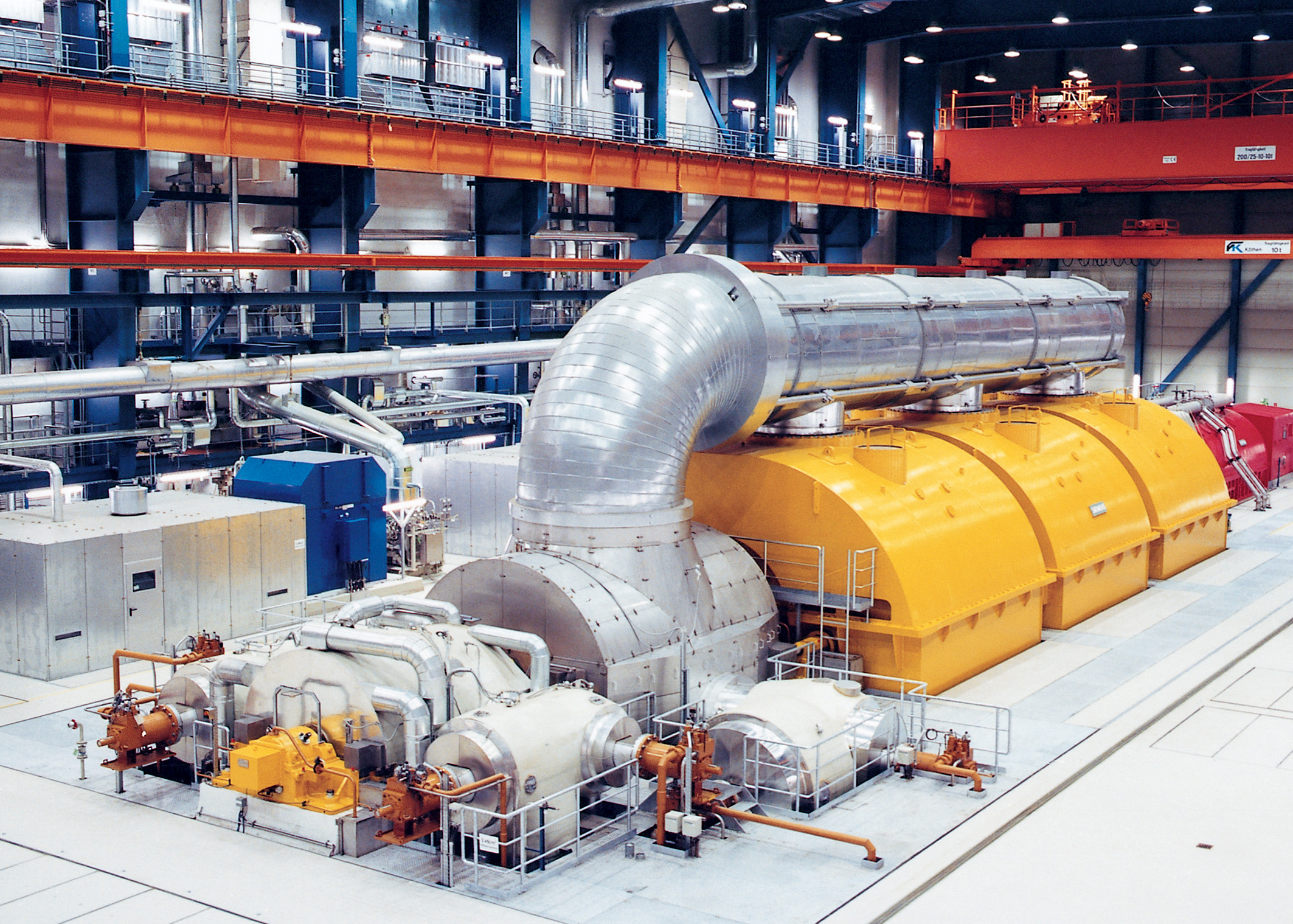
MA Dampfturbinenanlage

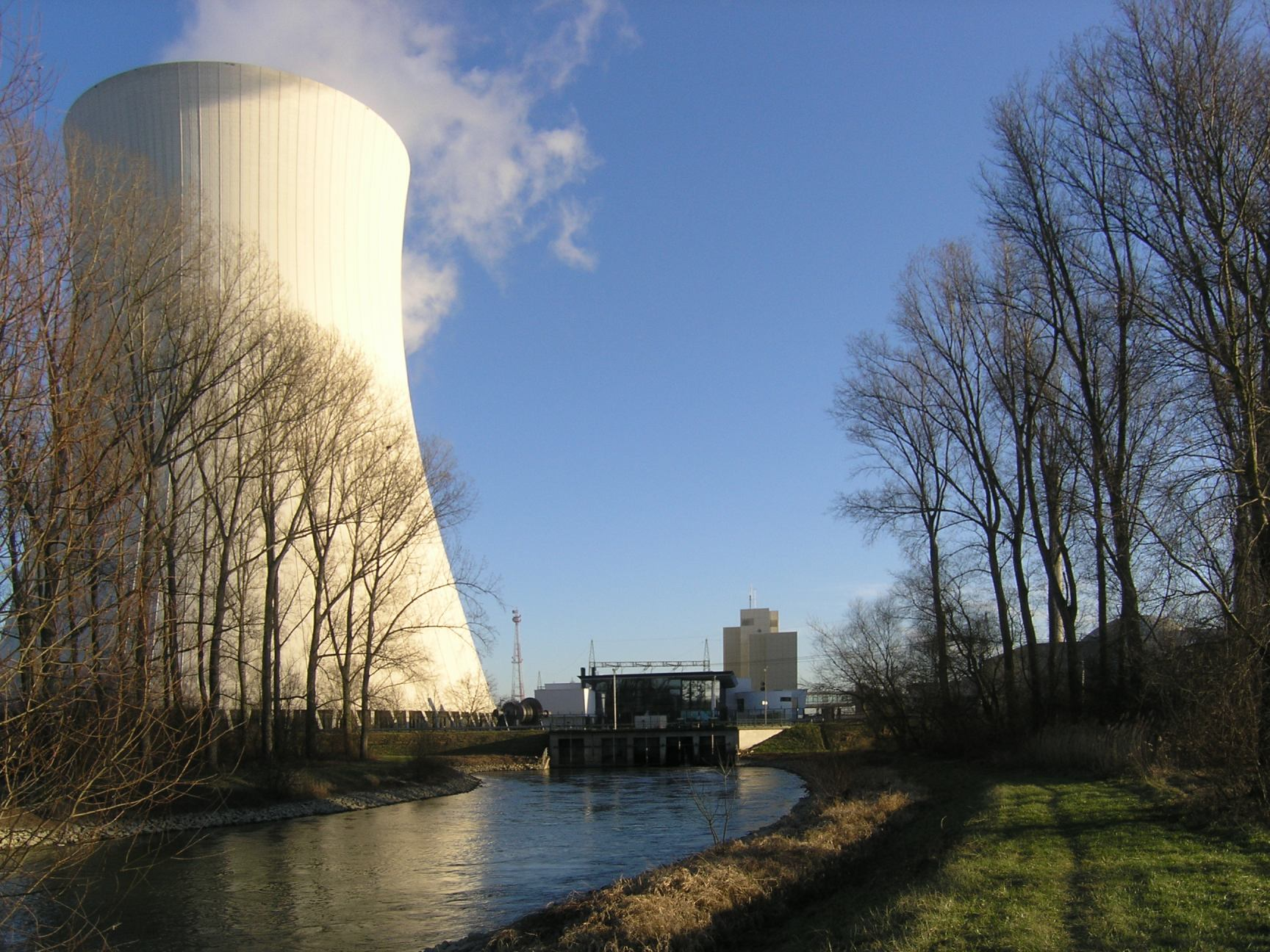
PA Hauptkühlwassersystem

Buchstaben, die nicht aufgeführt sind, sind entweder nicht belegt oder gesperrt.

## Funktionsschlüssel (Hauptgruppen und Untergruppen)
Beispiele für Hauptgruppen und Untergruppen der Funktionsschlüssel:

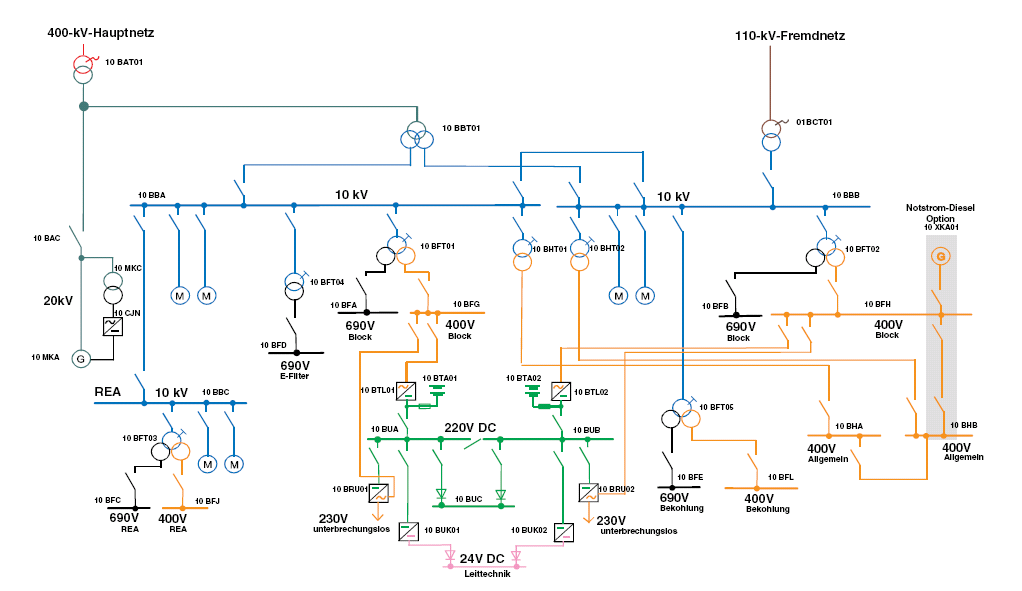
Beispiel: Elektrische Energieverteilung eines Kohlekraftwerks

| B         | Energieableitung und Eigenbedarfsversorgung                           |
| BA        | Energieableitung                                                      |
| BAA       | Generatorableitung                                                    |
| BAB       | Fundamentzellen                                                       |
| BAC       | Generatorschalter, auch Polwendeschalter, incl. Kühlanlage            |
| BAT       | Maschinentransformatoren, incl. Kühlanlage                            |
| BA...     |                                                                       |
| BB        | Mittelspannungsverteilungen und Transformatoren, Normalnetz           |
| BBA - BBS | MS Verteilung Normalnetz                                              |
| BBT       | MS-Eigenbedarfstransformatoren                                        |
| BB...     |                                                                       |
| BC        | Mittelspannungsverteilungen und Transformatoren, allgemein            |
| BF        | Niederspannungsverteilungen und Transformatoren, Normalnetz           |
| BH        | Niederspannungshauptverteilungen und Transformatoren, allgemein       |
| BM        | Niederspannungshauptverteilungen und Transformatoren, Sichere Schiene |
| BR        | Niederspannungsverteilungen, Notstromnetz                             |
| BT        | Batterieanlagen                                                       |
| BU        | Gleichstromverteilungen, Normalnetz                                   |

| E     | konventionelle Brennstoffversorgung und -rückstandsentsorgung |
| EA    | Entladung und Lagerung fester Brennstoffe                     |
| EAA   | Schiffsentladeanlage                                          |
| EAB   | Waggon- und LKW-Entladung                                     |
| EAC   | Transportanlage                                               |
| EAD   | Absetzeranlage                                                |
| EA... |                                                               |
| ET    | Entaschungs- und Entschlackungsanlage                         |
| ETA   | Förderanlage für Nassasche                                    |
| ETB   | Speicher- bzw. Absetzbecken für Nassasche                     |
| ETC   | Bagger für Nassasche                                          |
| ETD   | Förderanlage für Granulat                                     |
| ETE   | Speicheranlage für Granulat                                   |
| ETG   | Förderanlage für Trockenasche                                 |
| ETH   | Speicheranlage für Trockenasche                               |
| ET... |                                                               |

| H     | konventionelle Wärmeerzeugung                                     |
| HA    | Drucksystem                                                       |
| HAA   | ND-Teilstromvorwärmer-System (rauchgasbeheizt)                    |
| HAB   | HD-Teilstromvorwärmer-System (rauchgasbeheizt)                    |
| HAC   | Eco-System                                                        |
| HAD   | Verdampfer-System                                                 |
| HA... |                                                                   |
| HF    | Bunker-, Zuteiler-, Mahlanlage                                    |
| HFA   | Bunker vor Mahlanlage                                             |
| HFB   | Zuteilung                                                         |
| HFC   | Mahlanlage (incl. Sichter)                                        |
| HFD   | Rauchgas-Rücksaugung                                              |
| HFE   | Mühlenluftsystem, Tragluftsystem                                  |
| HF... |                                                                   |
| HH    | Hauptfeuerung (auch mit elektrischer Energie)                     |
| HHA   | Hauptbrenner                                                      |
| HHB   | Nachbrennrost                                                     |
| HHC   | Rostfeuerung                                                      |
| HHD   | Sonstige Brenneinrichtung (z. B. Brüdenbrenner, Flugstaubbrenner) |
| HHE   | Kohlenstaubzwischenspeicherung, -förderung, -verteilung           |
| HHF   | Ölzwischenspeicherung, -förderung, -verteilung                    |
| HHG   | Gasreduzierung, -verteilung                                       |
| HH... |                                                                   |
| HL    | Verbrennungsluftsystem (Primär-, Sekundärluft)                    |
| HLA   | Kanalsystem                                                       |
| HLB   | Gebläseanlage, Frischluftgebläseanlage                            |
| HLC   | Fremdvorwärmung (nicht durch Rauchgas)                            |
| HLD   | Vorwärmung durch Rauchgas                                         |
| HL... |                                                                   |
| HN    | Rauchgasabführung (ohne Rauchgasbehandlung)                       |
| HNA   | Kanalsystem                                                       |
| HNC   | Saugzuggebläseanlage                                              |
| HNE   | Schornsteinanlage                                                 |
| HNF   | Rauchgaszirkulation                                               |
| HN... |                                                                   |

| L     | Dampf-, Wasser-, Gaskreislauf                                                        |
| LA    | Speisewassersystem                                                                   |
| LAA   | Speicherung, Entgasung (incl. Speisewasserbehälter)                                  |
| LAB   | Speisewasser-Leitungssystem (ohne Speisewasser-Pumpenanlage, Speisewasservorwärmung) |
| LAC   | Speisewasser-Pumpenanlage                                                            |
| LAD   | Speisewasservorwärmung                                                               |
| LAE   | HD-Einspritzwassersystem                                                             |
| LAF   | MD-Einspritzwassersystem                                                             |
| LAH   | An- und Abfahrleitungssystem                                                         |
| LA... |                                                                                      |
| LB    | Dampfsystem                                                                          |
| LBA   | FD-Leitungssystem                                                                    |
| LBB   | Heißes ZÜ-Leitungssystem                                                             |
| LBC   | Kaltes ZÜ-Leitungssystem                                                             |
| LBD   | Entnahme-Leitungssystem                                                              |
| LBE   | Gegendruck-Leitungssystem                                                            |
| LBF   | HD-Reduzierstation                                                                   |
| LBG   | Hilfsdampf-Leitungssystem                                                            |
| LBH   | Anfahrdampfsystem, Abfahrdampfsystem                                                 |
| LB... |                                                                                      |
| LC    | Kondensatsystem                                                                      |
| LCA   | Hauptkondensat-Leitungssystem                                                        |
| LCB   | Hauptkondensat-Pumpenanlage                                                          |
| LCC   | Hauptkondensat-Vorwärmung                                                            |
| LC... |                                                                                      |

| M     | Hauptmaschinensätze |
| MA    | Dampfturbinenanlage |
| MAA   | HD-Turbine          |
| MAB   | MD-Turbine          |
| MAC   | ND-Turbine          |
| MAD   | Lagerung            |
| MAG   | Kondensationsanlage |
| MA... |                     |
| MB    | Gasturbinenanlage   |

| N     | Prozessenergiebereitstellung für kraftwerksfremde Verbraucher (z. B. Fernwärme) |
| NA    | Prozessdampfsystem einschließlich Kondensatrückführung                          |
| NAA   | Leitungssystem (Dampf)                                                          |
| NAB   | Leitungssystem (Kondensat)                                                      |
| NA... |                                                                                 |

| P     | Kühlwasseranlagen                                        |
| PA    | Hauptkühlwassersystem                                    |
| PAA   | Gewinnung, mechanische Reinigung bei Frischwasserkühlung |
| PAB   | Hauptkühlwasser-Leitungs- und Kanalsystem                |
| PAC   | Hauptkühlwasser-Pumpenanlage                             |
| PA... |                                                          |
| PC    | Nebenkühlwassersystem konventioneller Bereich            |
| PCA   | Gewinnung, mechanische Reinigung bei Frischwasserkühlung |
| PCB   | Leitungs- und Kanalsystem                                |
| PCC   | Pumpenanlage                                             |
| PC... |                                                          |

| U     | Bauwerke                                                  |
| UH    | Bauwerke für konventionelle Wärmeerzeugung                |
| UHA   | Dampferzeugerumschließung, Dampferzeugerhaus (Kesselhaus) |
| UHF   | Bunkerschwerbau                                           |
| UH... |                                                           |
| UM    | Bauwerke für Hauptmaschinensätze                          |
| UMA   | Maschinenhaus für Dampfturbosatz                          |
| UMB   | Maschinenhaus für Gasturbosatz                            |
| UMC   | Maschinenhaus für Gas- und Dampfturbosatz                 |
| UM... |                                                           |

## Aggregateschlüssel (Hauptgruppen)
| Kenn- buch- stabe | Hauptgruppe                             |
| ----------------- | --------------------------------------- |
| A                 | Aggregat                                |
| B                 | Apparat                                 |
| C                 | Direkter Messkreis                      |
| D                 | Regelkreis                              |
| E                 | Messwert-, Signalverarbeitung           |
| F                 | Indirekter Messkreis                    |
| G                 | Elektro- und leittechnische Einrichtung |
| H                 | Baugruppe der Haupt- und Großmaschinen  |
| J                 | Nukleartechnisches Element              |

## Aggregateschlüssel
Beispiele für den Aggregateschlüssel
| A    | Aggregate                                                                          |
| AA   | Armaturen einschl. Antrieb, auch handbetätigte                                     |
| AB   | Abschließungen, Schleusen                                                          |
| AC   | Wärmeübertrager, Heizflächen                                                       |
| AE   | Dreh-, Fahr-, Hub- und Schwenkwerke                                                |
| AF   | Stetigförderer, Zuteiler                                                           |
| AG   | Generatoraggregate                                                                 |
| AH   | Heiz-, Kühl- und Klimaaggregate                                                    |
| AJ   | Zerkleinerungseinrichtungen, nur prozessbezogen                                    |
| AK   | Press-, Paketiereinrichtungen, nur prozessbezogen                                  |
| AM   | Misch-, Rührwerke                                                                  |
| AN   | Verdichter-, Gebläseaggregate                                                      |
| AP   | Pumpenaggregate                                                                    |
| AS   | Verstell-, Spanneinrichtungen für nichtelektrische Größen                          |
| AT   | Reinigungs-, Trocknungs-, Filter-, Trenneinrichtungen, außer *BT*                  |
| A... |                                                                                    |
| B    | Apparate                                                                           |
| BB   | Speichereinrichtungen (Behälter)                                                   |
| BE   | Schächte (nur für Montage, Instandhaltung)                                         |
| BF   | Fundamente                                                                         |
| BN   | Strahler, Injektoren, Ejektoren                                                    |
| BP   | Durchfluss-, Durchsatzbegrenzer, Drosselblenden (nicht Messblenden)                |
| BQ   | Halterungen, Tragvorrichtungen, Gerüste, Rohrdurchführungen                        |
| BR   | Rohrleitungen, Kanäle, Rinnen                                                      |
| BS   | Schalldämpfer                                                                      |
| B... |                                                                                    |
| C    | Direkte Messkreise                                                                 |
| CB   | Strahlungsgrößen (Wärmestrahlung, Flammenüberwachung, soweit nicht *CR* oder *CQ*) |
| CD   | Dichte                                                                             |
| CE   | Elektrische Größen (z. B. Strom, Spannung, el. Leistung, el. Frequenz)             |
| CF   | Durchfluss, Durchsatz                                                              |
| CG   | Abstand, Länge, Stellung, Drehrichtung                                             |
| CH   | Handeingabe, Handeingriff, manuell betätigte Geber (z. B. Brandmelder)             |
| CJ   | Leistung (mechanisch, Wärme)                                                       |
| CK   | Zeit                                                                               |
| CL   | Füllstand, Niveau (auch von Trennschicht)                                          |
| CM   | Feuchte                                                                            |
| CP   | Druck                                                                              |
| CQ   | Qualitätsgrößen (Analysen, Stoffeigenschaften) außer *DD*, *DM*, *DV*              |
| CR   | Strahlungsgrößen                                                                   |
| CS   | Geschwindigkeit, Drehzahl, Frequenz (mechanisch), Beschleunigung                   |
| CT   | Temperatur                                                                         |
| C... |                                                                                    |
| D    | Regelkreise                                                                        |
| D... |                                                                                    |

## Betriebsmittelschlüssel (Hauptgruppe)
| Kenn- buch- stabe | Hauptgruppe                                             |
| ----------------- | ------------------------------------------------------- |
| -                 | Elektrotechnisches Betriebsmittel                       |
| K                 | Maschinentechnisches Betriebsmittel                     |
| M                 | Maschinentechnisches Betriebsmittel                     |
| Q                 | Leittechnisches Betriebsmittel (nicht elektrotechnisch) |
| X                 | Ursprungssignal                                         |
| Y                 | Signalverwendung                                        |
| Z                 | verknüpfte Signale                                      |

## Betriebsmittelschlüssel
Beispiele für den Betriebsmittelschlüssel:
| -    | Elektrotechnisches Betriebsmittel nach DIN 40719 Teil 2 Ausgabe September 1978                         |
| -A   | Baugruppe und Teilebaugruppe                                                                           |
| -B   | Umsetzer von nichtelektischer Größe auf elektrische Größe und umgekehrt                                |
| -C   | Kondensator                                                                                            |
| -D   | Binäres Element, Verzögerungseinrichtung, Speichereinrichtung                                          |
| -E   | Sonderbetriebsmittel                                                                                   |
| -F   | Schutzeinrichtung                                                                                      |
| -G   | Generator, Stromversorgung                                                                             |
| -H   | Meldeeinrichtung                                                                                       |
| -L   | Induktivität                                                                                           |
| -M   | E-Motor                                                                                                |
| -N   | Verstärker, Regler                                                                                     |
| -P   | Messgerät, Prüfeinrichtung                                                                             |
| -Q   | Starkstrom-Schaltgerät                                                                                 |
| -R   | Widerstand                                                                                             |
| -... | |
| K    | Maschinentechnisches Betriebsmittel                                                                    |
| KA   | Schieber, Ventil, Klappe, Hahn, Berstscheibe, Drosselblende                                            |
| KB   | Tor, Tür, Dämmtafel                                                                                    |
| KC   | Wärmetauscher, Kühler                                                                                  |
| KD   | Behälter, Becken, Ausgleichsbehälter (verfahrenstechnisch)                                             |
| KE   | Dreh, Fahr, Hub, Schwenkwerk                                                                           |
| KF   | Stetigförderer, Zuteiler                                                                               |
| KJ   | Zerkleinerungsmaschine                                                                                 |
| KK   | Press, Paketiermaschine                                                                                |
| K... | |
| M    | Maschinentechnisches Betriebsmittel                                                                    |
| MB   | Bremse                                                                                                 |
| MF   | Fundament                                                                                              |
| MG   | Getriebe                                                                                               |
| MK   | Kupplung                                                                                               |
| MM   | Motor, nicht elektrotechnisch                                                                          |
| MR   | Rohrleitungsteil, Kanalteil                                                                            |
| MS   | Verstellantriebe, nicht elektrotechnisch                                                               |
| MT   | Turbine                                                                                                |
| MU   | Übertragungselement, nicht elektrotechnische Umsetzer und Kraftverstärker, außer Kupplung und Getriebe |
| Q    | Leittechnisches Betriebsmittel (nicht elektrotechnisch)                                                |
| QA   | Schutzgehäuse (nur zum Schutz leittechnischer Betriebsmittel)(Siemens-Abweichung vom VGB Original)     |
| QB   | Messwertgeber, wenn nicht bauliche Einheit mit *QP*, Messblende                                        |
| QH   | Meldeeinrichtung                                                                                       |
| QN   | Regler, Fliehkraftregler                                                                               |
| QP   | Messgerät, Prüfeinrichtung                                                                             |
| QR   | Messrohrleitung                                                                                        |
| QS   | Ausgleichsbehälter in Messkreis                                                                        |
| QT   | Schutzrohr, Tauchhülse als Messwertgeberschutz                                                         |
| QU   | Umsetzer                                                                                               |

## Durchführung der Kennzeichnung
Um Aggregate in einer Gesamtanlage eindeutig zu kennzeichnen, ist eine verfahrenstechnische Kennzeichnung auf Basis eines RI-Fließbildes erforderlich. Dabei wird zunächst die Gesamtanlage entsprechend dem Funktionsschlüssel für Hauptgruppen in einzelne Hauptsysteme unterteilt und dann eine weitere Unterteilung in Einzelsysteme nach dem Funktionsschlüssel für Untergruppen durchgeführt.
Danach erfolgt die zählende Unterteilung der einzelnen Systeme in Teilsysteme bzw. Systemabschnitte (FN-Zählung).
Grundsätze für die FN-Zählung sind:
- Die Zählrichtung entspricht in der Regel der Fließrichtung der Stoffströme.
- Die Zählung kann sowohl fortlaufend als auch gruppierend erfolgen.
- Ab einem bestimmten Vollständigkeitsgrad der Planung dürfen einmal festgelegte Zählungen nicht mehr geändert werden (zu hoher Änderungsaufwand).

## Bedeutung
Wesentliche Merkmale des KKS sind:
- einheitliche und eindeutige Kennzeichnung für Planung, Genehmigung, Errichtung, Betrieb und Instandhaltung von Kraftwerken
- die gemeinsame Anwendung für die Gewerke Maschinen- und Bautechnik sowie Elektro- und Leittechnik
- firmenübergreifende Anwendung für Planer, Hersteller und Betreiber.

Damit ist das KKS eine wesentliche Voraussetzung für das Projektmanagement während der Planungs- und Bauphase sowie für Anlagendokumentation, Betriebsführung, Instandhaltung und Materialwirtschaft während der Betriebsphase.

## Normung und weitere Entwicklung
Die wesentlichen Festlegungen des KKS kommen auch in Chemieanlagen zum Einsatz. Sie sind in der nationalen Norm DIN 6779 – Kennzeichensystematik für technische Produkte und technische Produktdokumentationen – beschrieben. Diese Norm wird selbst in Kraftwerken mit dem KKS nicht voll ausgeschöpft. Beide sind in der DIN 6779-1 festgelegt, die u. a. aussagt, dass Kennzeichnungen für alle Phasen von Projekten im Anlagenbau, dem Betrieb bis hin zum Abriss erforderlich sind und dass sie funktions-, orts- und / oder produktbezogen vergeben werden und einen hierarchischen Aufbau aufweisen. Das Thema Anlagenkennzeichnung ist in einigen Branchen sehr detailliert definiert. Beispiel: Bei Rohrverbindungen einer Kühlwasserleitung in einem Kraftwerk wird jede Schraube einer Flanschverbindung mit einer eigenen Kennzeichnung angesprochen.
2007 wurde vom VGB eine Weiterentwicklung des KKS unter dem Namen RDS-PP - Reference Designation System for Power Plants - veröffentlicht. Es basiert auf den internationalen Normen IEC / DIN EN 81346 (früher IEC/DIN EN 61346) bzw. ISO 16952 und IEC/PAS 62400. Für die Dokumentenkennzeichen wird die EN 61355 verwendet.